# SPQR: historien om det antika Rom
SPQR: Historien om det antika Rom (engelsk originaltitel: SPQR: A History of Ancient Rome) är en bok från 2015 av den brittiska historikern Mary Beard. Boken handlar om Roms historia och romerska riket.
Den svenska översättningen av boken publicerades 2016.

## Utgåvor
- 2015 – Beard, Mary (på engelska). SPQR: A History of Ancient Rome. New York, USA: Liveright Publishing Corporation. Libris 19959635. ISBN 9780871404237
- 2016 – Beard, Mary. SPQR: historien om det antika Rom. Översättning: Marina Weilguni. Stockholm: Norstedts. Libris 19404516. ISBN 9789113073804